# Turner Classic Movies
Turner Classic Movies (em português: Filmes Clássicos da Turner, abreviação oficial: TCM) é um canal de televisão por assinatura norte-americano voltada para o cinema, subsidiária da Warner Bros. Discovery. Lançada em 1994, a TCM está sediada no campus de transmissão de Techwood da Turner no distrito comercial de Midtown em Atlanta, Geórgia.
A programação do canal consiste principalmente em longas-metragens clássicos lançados nos cinemas da biblioteca de filmes da Turner Entertainment – que inclui filmes da Warner Bros. (cobrindo filmes lançados antes de 1950), Metro-Goldwyn-Mayer (cobrindo filmes lançados antes de maio de 1986) e os direitos de distribuição na América do Norte para filmes da RKO Pictures. No entanto, a TCM também licencia filmes de outros estúdios e ocasionalmente mostra filmes mais recentes.
O canal está disponível nos Estados Unidos, Canadá, Reino Unido, Irlanda, Malta, América Latina, França, Itália, Grécia, Chipre, Espanha, Escandinávia, Oriente Médio, África e Ásia-Pacífico.

## Programação
Sua programação é dirigida ao público acima de 35 anos e tem como principais características exibir filmes da época de ouro do cinema. Inicialmente, o TCM apresentava produções dos anos 30 aos anos 70, sempre sem cortes e sem intervalos comerciais. Posteriormente, o canal expandiu o seu leque de atrações, passando também a exibir produções das décadas de 80 e 90, agora com intervalos comerciais.
Está disponível em diversos países da América do Norte, América Latina e Europa, sempre com programações independentes. Enquanto nos EUA o TCM exibe apenas filmes clássicos, o canal na América Latina também traz em sua programação séries que fizeram história na televisão, como As Panteras, Agente 86, Dallas, ALF, Os Três Patetas, Lost, entre outras.
Em Portugal, o canal partilhava a grade com o Cartoon Network, versão pan-europeia começando a transmitir a partir das 20 horas e encerrando às 5 horas, até 3 de dezembro de 2013, dia em que a Turner Broadcasting System lançou o Cartoon Network Portugal e cessou a transmissão do TCM.
No Brasil, o canal estreou em 1 de setembro de 2004.
Em maio de 2008, o TCM América Latina estreou as séries Buck Rogers no século 25 e Galactica - Astronave de Combate. Em junho, foi a vez da série Alfred Hitchcock Apresenta, apresentada pelo mestre do suspense Alfred Hitchcock, e da reestreia de Centro Médico que havia saído do ar há algum tempo. Saíram da programação do canal SWAT, O Besouro Verde e The FBI. Em julho, saíram I Love Lucy, A Ilha dos Birutas e Além da Imaginação, que deram lugar para As Panteras e O Incrível Hulk. Em 1 de junho de 2009, começou a exibição de Batman.
Em 2009, a Turner comprou da Claxson o canal Retro, incorporando assim um acervo grande de seriados em seu lineup. Contudo, o canal é criticado duramente por nunca exibir boa parte dos seriados e filmes que adquiriu ao comprar o Retro. Com a nova reformulação feita pelo canal, este abandonou filmes produzidos antes dos anos 80, o que gerou várias criticas ao canal.
Desde 1 de março de 2023, o site da TCM Brasil (tcmbrasil.com) passa a redirecionar ao site da Warner Bros. Discovery na América Latina.
Em 1 de novembro, a série "E.R." (na época exibida no TNT Séries) passou a ser exibida no TCM.
Em 28 de novembro de 2023, os clientes da operadora Sky Brasil receberam o aviso de que o sinal dos canais TCM e Tooncast seriam descontinuados da grade da operadora em 31 de janeiro. 
Ainda na América Latina, a Directv, além do TCM, anunciou a retirada dos canais Glitz* e HTV para 1 de fevereiro de 2024.